# ماريا (أسوان)
قرية ماريا هي إحدى القرى التابعة لمركز نصر النوبة في محافظة أسوان في جمهورية مصر العربية.